# Miss Italia nel mondo 2009
La diciannovesima edizione di Miss Italia nel mondo si è svolta presso il "Palazzo del Turismo" di Jesolo il 27 giugno 2009 ed è stata condotta da Caterina Balivo e Biagio Izzo. Vincitrice del concorso è risultata essere la moldava Diana Curmei.

## Piazzamenti
| Risultato finale           | Concorrente                          |
| -------------------------- | ------------------------------------ |
| Miss Italia nel mondo 2010 | - Moldavia - Diana Curmei            |
| 2ª classificata            | - Romania - Simona Elena Lungu       |
| 3ª classificata            | - Argentina - Ana Paula Ras Vitiello |

## Giuria
- Emanuele Filiberto di Savoia
- Billy Costacurta
- Amauri
- Aldo Montano
- Andrea Montovoli

## Concorrenti
01 Moldavia - Diana Curmei
02 Stati Uniti d'America - Christina Marie Marraccini
03 Argentina - Ana Paula Ras Vitiello
04 Polonia - Angelica Wroblewski
05 Venezuela - Vanessa Estefania Magneti Viloria
06 Perù - Sharon Melissa Garcia Casis
07 Francia - Eléna Lidia D'Angelo
08 Panama - Tiziana Maria Midolo
09 Repubblica Dominicana - Francia Mercedes Santana Cruz
10 Paesi Bassi - Daphne Abbenhuis Romani
11 Emirati Arabi Uniti - Chiara Kimbrely Chantal Fraser
12 Ungheria - Laura Redini Aragon Farkash
13 Colombia - Maria Jimena Escobar Fuenmayor
14 Africa - Christina Carmela Panebianco
15 Svizzera - Morgana Miniotto
16 Bolivia - Alba Jimena Baglivo Nuyttens
17 Caraibi - Dulcita Lynn Lieggi
18 Messico - Myrna Ajuria Zechinelli
19 Balcani - Diana Ioana Vasiloiu
20 Amazzonia - Nayara Meloni Bombonati
21 Spagna - Jessica De Anais Limoni Garcia
22 Repubblica Ceca - Francesca Astorino
23 Germania - Ivana Abruscato
24 Benelux - Marisa Ester De Martino
25 Lussemburgo - Alessandra Mazza
26 Australia - Gabriela Pasqualon Luciano
27 Stati Uniti d'America - Florida - Brigitte Marianna Lembo
28 Colombia - Bogotà - Yuly Esperanza Rojas Prada
29 Brasile - Osyane Pereira Pilecco
30 Canada - Samantha Ashley Santonato
31 Romania - Simona Elena Lungu
32 Belgio - Florence Marra
33 Thailandia - Maria Giulietta Consentino
34 Croazia - Gala Brizic
35 Guadalupa - Diamilex Lucia Alexander Gonzales
36 Paesi Bassi - Amsterdam - Jessica Jane Toldo
37 Cile - Stella Sofia Viacava
38 Nord America - Rosanna Capriati
39 Germania - Stoccarda - Claudia Ferrara
40 Svizzera - Ginevra - El Aidi Neila
41 Malta - Clarissa Ellul
42 Paraguay - Renata Maria Ruoti
43 Slovenia - Katja Flego
44 Sud America - Alessandra Rafaela Reginato
45 Indonesia - Lucia Machinè
46 Sudafrica - Simona Ferrari
47 Scozia - Dawn Louisa Frendo
48 Oceania - Sarah Joy Hughan
49 Argentina - Buenos Aires - Yasmin Mariel Romero Demelli
50 Guatemala - Yuliana Alvarez Mesa

## Ascolti
| Serata         | Spettatori | Share  | Fonte |
| -------------- | ---------- | ------ | ----- |
| 27 giugno 2009 | 3.782.000  | 24,64% | [ 2 ] |